# День отримання зарплати
«День отримання зарплати» (англ. Pay Day) — короткометражний німий фільм Чарльза Чапліна, що вийшов 2 квітня 1922.

## Сюжет

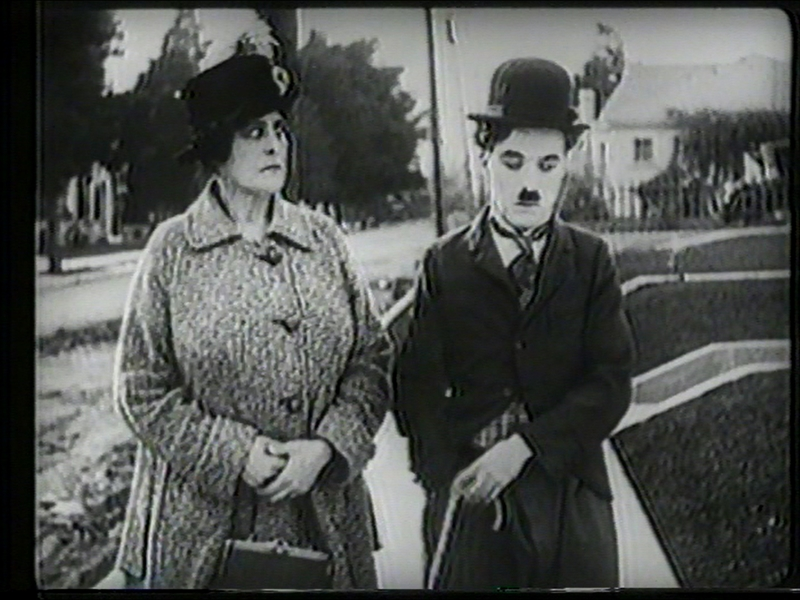

Чарлі працює на будівництві під керівництвом суворого виконроба. Під час роботи і перерви на ланч відбувається ряд комедійних епізодів. Пізніше в той же день Чарлі отримує зарплату. Попри недодачу з вини обманщика-виконроба і необхідність віддати гроші суворій дружині, йому все ж вдається приховати «заначку» та вирушити до бару. Повертаючись напідпитку, Чарлі не зміг потрапити ні на один трамвай і повернувся додому лише о 5:00 ранку. А вже о шостій дружина знову відправляє його на роботу.

## У ролях
- Чарлі Чаплін — робітник
- Філліс Аллен — його дружина
- Мак Свейн — виконроб
- Една Первіенс — його дочка
- Сід Чаплін — друг Чарлі / власник продуктового кіоска
- Генрі Бергман — товариш по чарці
- Аллан Гарсія— поліцейський / товариш по чарці
- Джон Ренд — робітник
- Альберт Остін — робітник
- Лойал Андервуд — робітник